# Wonosobo (huyện)

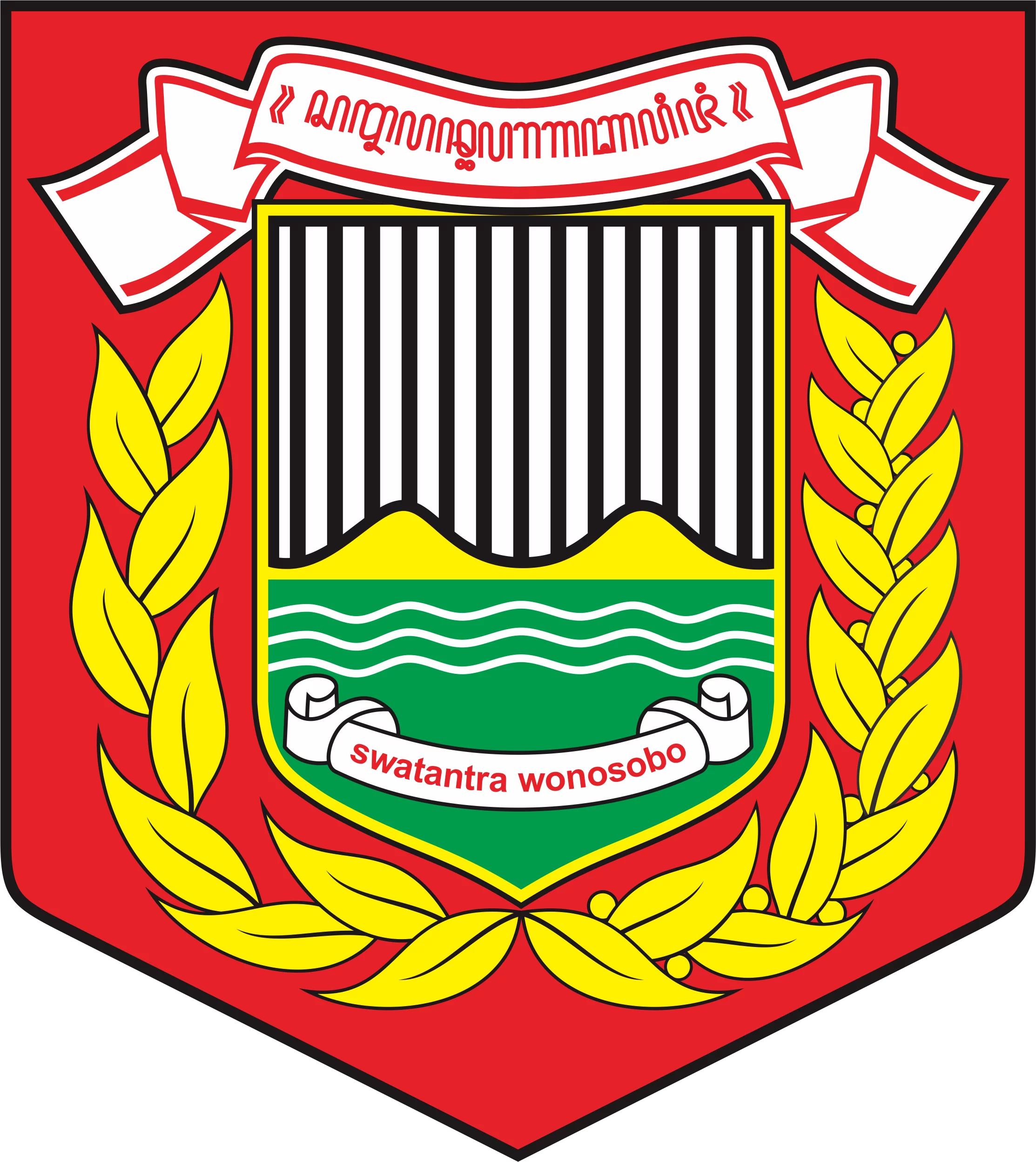
Wonosobo

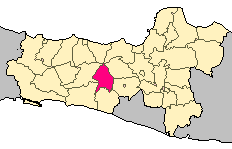
Vị trí tại Trung Java

Wonosobo là một huyện (tiếng Indonesia: kabupaten) thuộc tỉnh Trung Java tại Indonesia. Huyện lị là Wonosobo, nằm tại , cách 120 km từ Semarang. Huyện nằm trên cao nguyên Dieng. Huyện có diện tích 984,68 km², dân số năm 2009 là 810.000 người, mật độ đạt 822,6 người/km².
Tên gọi "Wonosobo" bắt nguồn từ tiếng Java Wanasaba, xuất phát từ tiếng Phạn Vanasabhā và có nghĩa là 'nơi tụ họp trong rừng'.
Wonosobo được chia thành các phó huyện/xã: Garung, Kalibawang, Kalikajar, Kaliwiro, Kejajar, Kepil, Kertek, Leksono, Mojotengah, Sapuran, Selomerto, Sukoharjo, Wadaslintang, Watumalang, Wonosobo.